# Ovocný čaj
Ovocný čaj je nápoj, ve kterém je podíl sušeného ovoce více než 50 % hmotnosti, skládá se i z částí sušených rostlin. Na obalech jsou často zavádějící obrázky, může se stát, že podle obalu jde např. o malinový čaj, ale ve skutečnosti je v něm více jablek a malin je v něm velmi málo. V dalším případě v něm je pouze malinové aroma, v takovém případě musí být označen jako aromatizovaný ovocný čaj. Aromata určená do čajů jsou buď přírodní – v takovém případě musí obsahovat např. „přírodní malinové aroma“ minimálně z 95 % složky získané z malin. U umělých aromat stačí uvést ve složení pouze „aroma.“
Čaj díky absenci tříslovin nedosáhne přelouhování a neobsahuje kofein, mohou ho tedy pít i malé děti.